# Marija II. de Braganza (Portugalska)
Marija II. portugalski: Maria da Glória de Bregança (Rio de Janeiro, 4. travnja 1819. — Lisabon, 15. studenog 1853.), kraljica Portugala i Nizozemskog Brazila od 1826. – 1828. i ponovno od 1834. – 1853. Bila je pripadnica dinastije Braganza.

## Raniji život
Marija II. je rođena kao Maria da Glória Joana Carlota Leopoldina da Cruz Francisca Xavier de Paula Isidora Micaela Gabriela Rafaela Gonzaga u Rio de Janeiru kao kćerka Pedra IV. (budućeg kralja Portugala i cara Brazila) i Marije Leopoldine, austrijske nadvojvotkinje.